# نرم سخن بگو
«نرم سخن بگو» (به فرانسوی: Parler tout bas) تک‌آهنگی از هنرمند اهل فرانسه آلیزه ژاکوته است که در سال ۲۰۰۱ میلادی منتشر شد.